# Albarracina baui
Albarracina baui är en fjärilsart som beskrevs av Standfuss 1890. Albarracina baui ingår i släktet Albarracina och familjen tofsspinnare. Inga underarter finns listade i Catalogue of Life.